# Salvia eriophora
Salvia eriophora là một loài thực vật có hoa trong họ Hoa môi. Loài này được Boiss. & Kotschy miêu tả khoa học đầu tiên năm 1879.